# Colmar-Berg vasútállomás
Colmar-Berg vasútállomás Luxemburgban, Colmar-Berg településen található.

## Vasútvonalak
Az állomást az alábbi vasútvonalak érintik:
- CFL 10-es vonal

## Kapcsolódó állomások
A vasútállomáshoz az alábbi állomások vannak a legközelebb:
- Schieren vasútállomás
- Cruchten vasútállomás